# Sergio Vedovato
Sergio Vedovato (San Benigno Canavese, 7 febbraio 1947) è un politico italiano.
È stato senatore della Repubblica dal 1996 al 2001 nelle file dei DS.
È stato eletto Presidente della Provincia di Novara nel turno elettorale del 2004 (ballottaggio del 26 e 27 giugno), raccogliendo il 53,1% dei voti in rappresentanza di una coalizione di centrosinistra.
È stato sostenuto, in Consiglio provinciale, da una maggioranza costituita da Democratici di Sinistra, La Margherita, Rifondazione Comunista, Federazione dei Verdi, Comunisti Italiani e Italia dei Valori. Il mandato amministrativo è scaduto nel 2009.
Nel 2007 ha aderito al Partito Democratico, di cui è stato esponente fino al 2015.